# Miesiącznica
Miesiącznica (Lunaria L.) – rodzaj roślin należący do rodziny kapustowatych. Należą do niego trzy gatunki, czasem włącza się tu także gatunek czwarty Lunaria elongata Thunb. Rośliny te rosną w Europie, miesiącznica roczna introdukowana i zadomowiona została także w Ameryce Północnej i Południowej. Występują w lasach i zaroślach, poza tym często uprawiane są jako rośliny ozdobne. W Polsce gatunkiem rodzimym jest miesiącznica trwała (L. rediviva), uprawiana jest miesiącznica roczna (L. annua).

## Morfologia
PokrójRośliny dwuletnie lub byliny osiągające do 1,4 m wysokości. Pędy nagie lub owłosione, prosto rosnące, nierozgałęzione lub rozgałęzione w górnej części.
LiściePojedyncze, ząbkowane, zwykle owłosione. Dolne, przyziemne liście długoogonkowe, liście łodygowe krótkoogonkowe lub w górze siedzące.
KwiatyZebrane w złożone kwiatostany groniaste. Kielich czterodziałkowy. Płatki korony także cztery, białe lub różowe, zwężone u nasady (z wyraźnym paznokciem). Pręcików 6, czterosilnych; 4 wewnętrzne dłuższe od 2 zewnętrznych. Zalążnia górna z krótką szyjką słupka.
OwoceŁuszczynki owalne lub kuliste, silnie spłaszczone, o srebrzystych i trwałych przegrodach z płaskimi nasionami.

## Systematyka
Pozycja systematyczna według APweb (aktualizowany system APG IV z 2016)
Należy do rodziny   kapustowatych (Brassicaceae), rzędu kapustowców (Brassicales), kladu różowych (rosids) w obrębie okrytonasiennych (Magnoliophyta).
Pozycja rodzaju w systemie Reveala (1993-1999)
Gromada okrytonasienne (Magnoliophyta Cronquist), podgromada Magnoliophytina Frohne & U. Jensen ex Reveal, klasa Rosopsida Batsch, podklasa ukęślowe (Dilleniidae Takht. ex Reveal & Tahkt.), nadrząd Capparanae Reveal, rząd kaparowce (Capparales Hutch.), podrząd Capparineae Engl., rodzina kapustowate (Brassicaceae Burnett), plemię  Lunarieae Dumort., rodzaj miesiącznica (Lunaria L.).
Wykaz gatunków
- Lunaria annua L. – miesiącznica roczna
- Lunaria rediviva L. – miesiącznica trwała
- Lunaria telekiana Jáv.

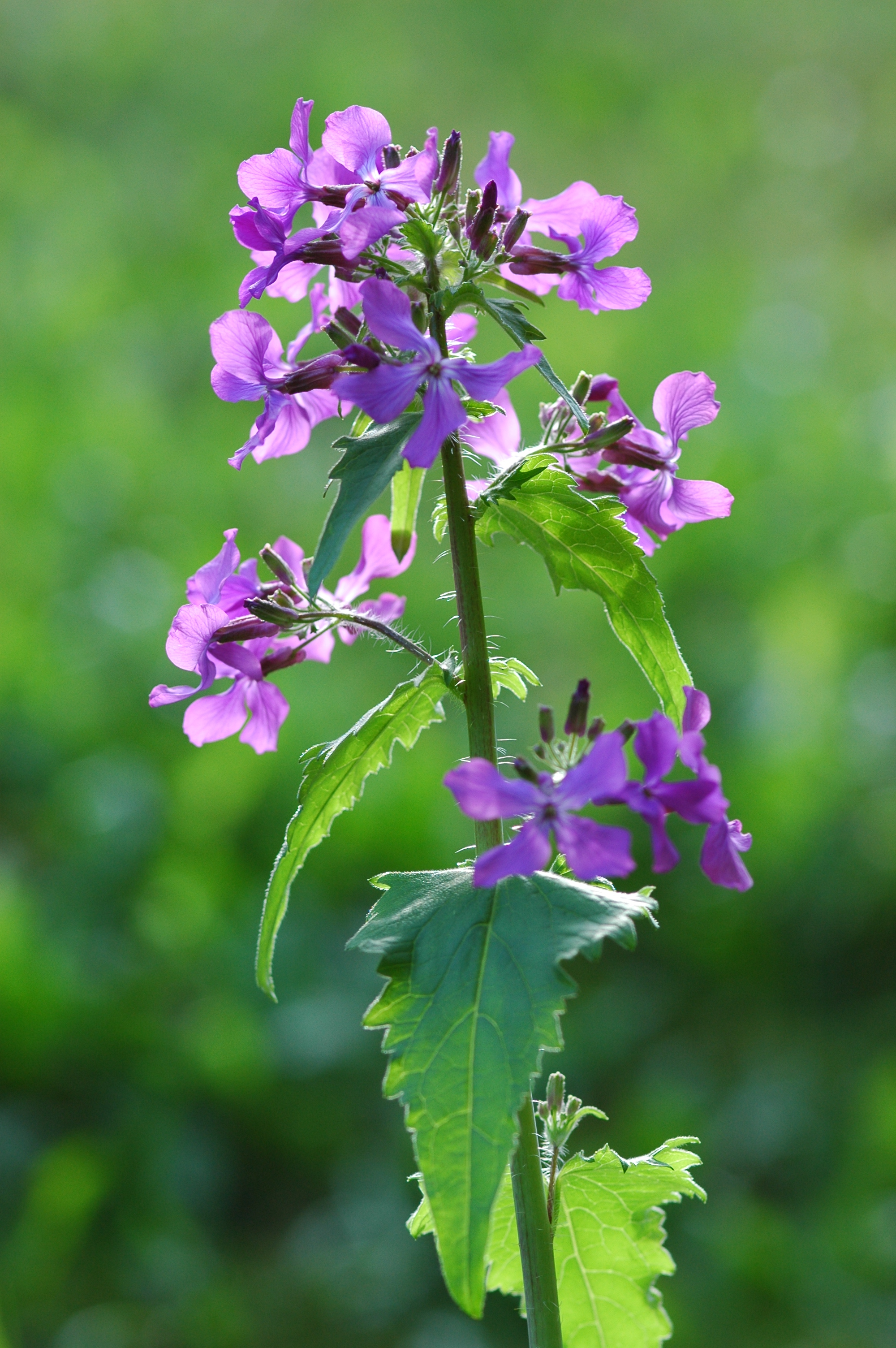
Miesiącznica roczna
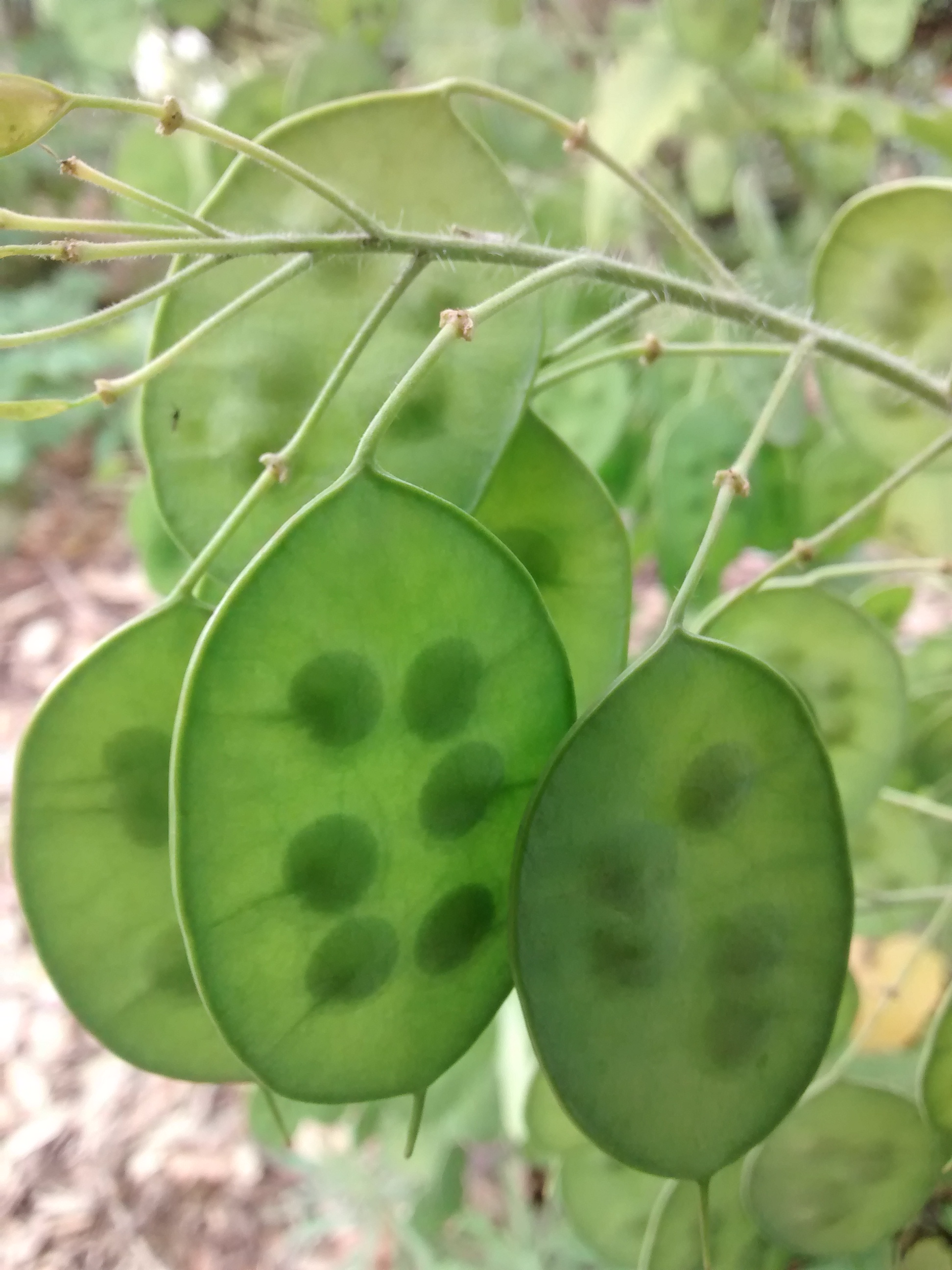
Miesiącznica roczna
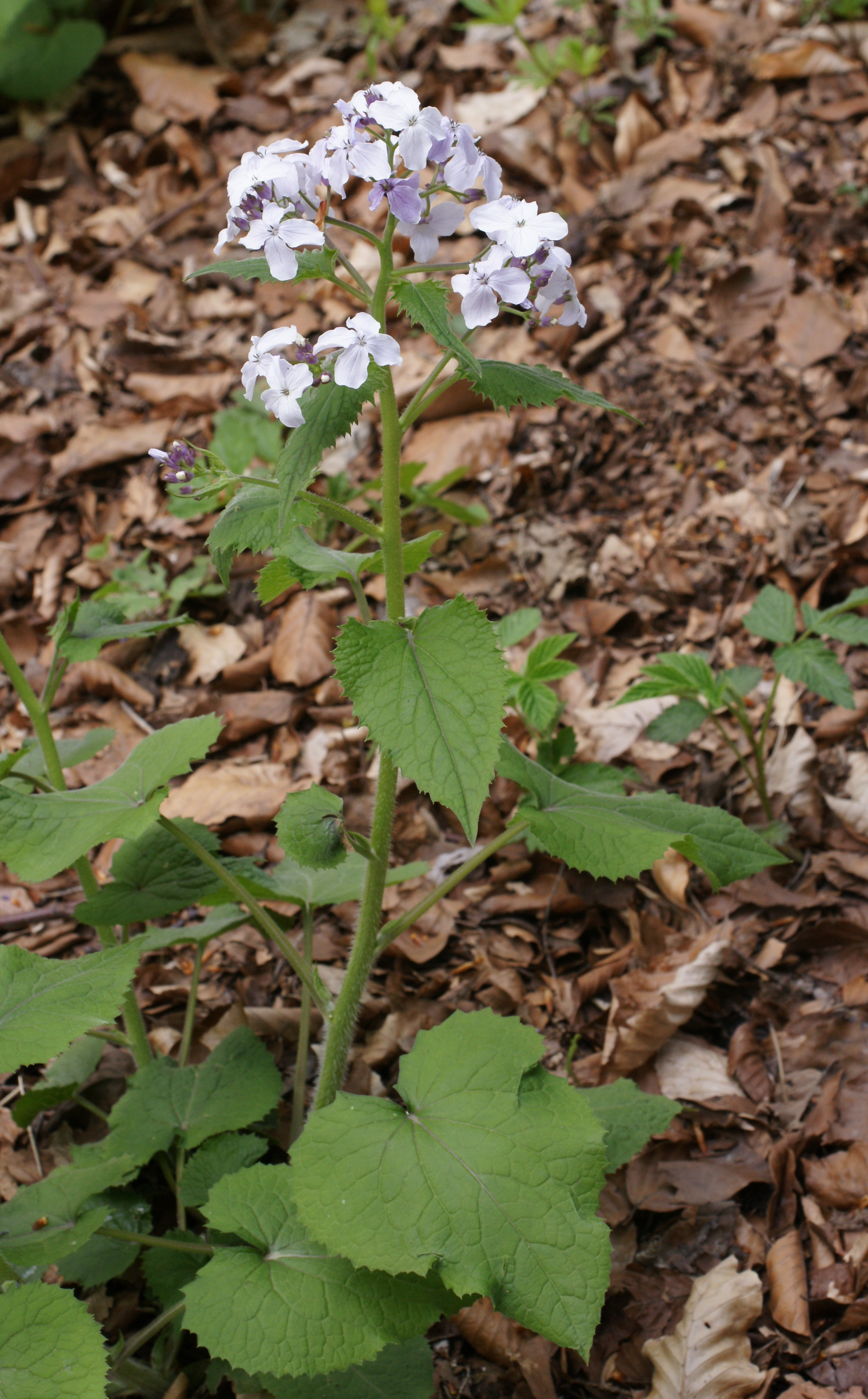
Miesiącznica trwała
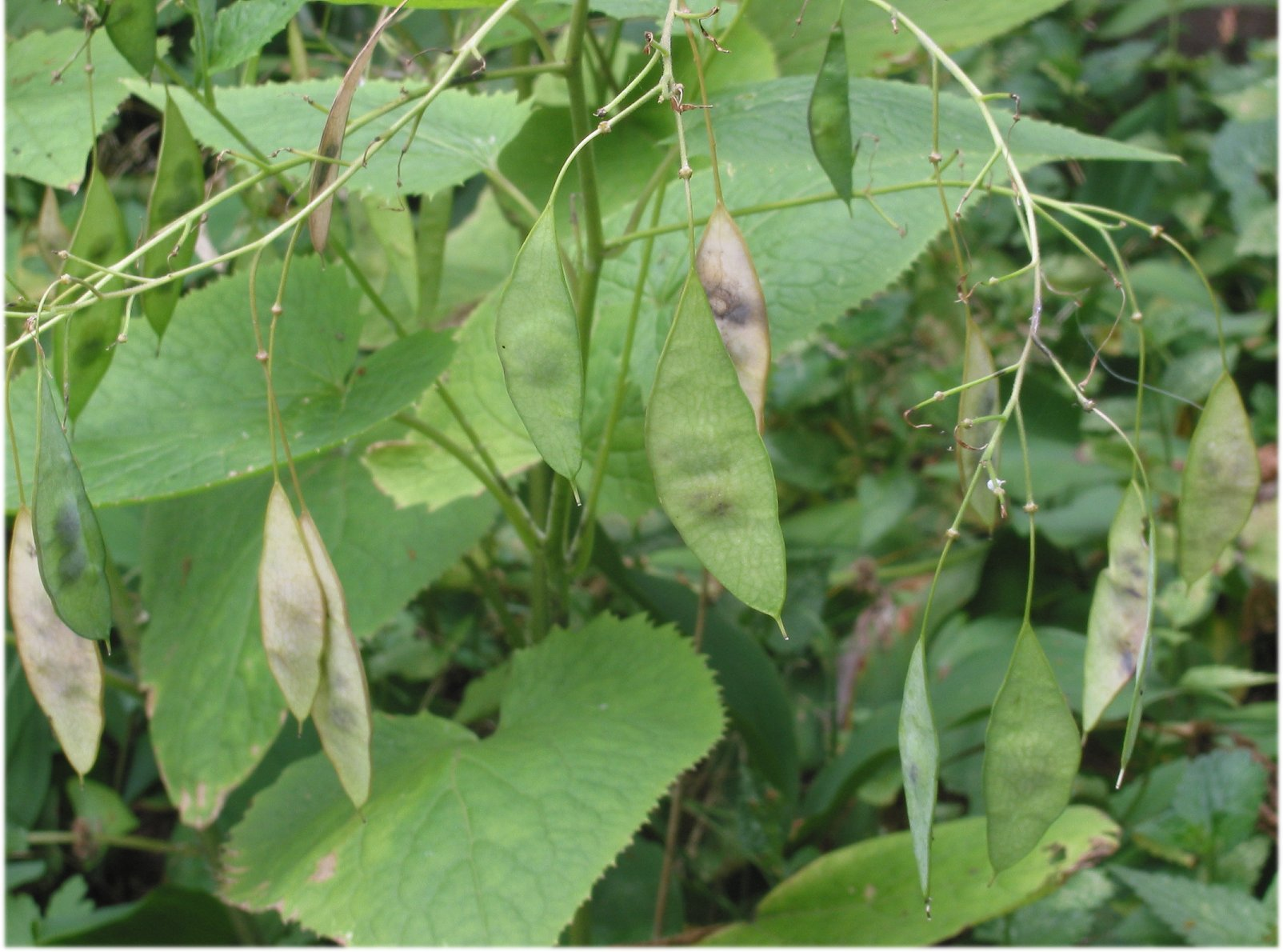
Miesiącznica trwała